# Ди-π-метанове перегрупування
Ди-π-метанове перегрупування — фотохімічне перегрупування ди-π-метанових систем в результаті якого утворюються вініл- або арилзаміщені циклопропани.

## Загальний опис
Ди-π-метановими системами називають молекули, у яких два π-зв'язки з'єднані через один sp3-гібридизований атом Карбону. Це 1,4-диєни, аллілзаміщені ароматичні сполуки або їх гетероатомні аналоги.

Вперше спостерігалася у 1967 році на прикладі перегрупування барелену в семібульвален. Суть синтезу полягала в опроміненні ізопентанового розчину баррелену із додаванням ацетону як фотосенсибілізатора. Одержаний семібульвален вступав до виродженого перегрупування Коупа. При прямому опроміненні семібульвалену утворювався циклооктатетраєн.

## Механізм і застосування в органічному синтезі
Перегрупування протікає по бірадикальному механізму:
У випадку несиметричних 1,4-диєнів реакція регіоселективна: різна стабільність двох радикальних центрів зумовлює наявність переважного напряму розкриття тричленого циклу. У наведеному нижче прикладі стабільність радикала дифенілметанового типу буде значно вище стабільності вторинного радикала, тому розкриття тричленного циклу відбувається зі збереженням дифенілметанового радикального центру.

Для ациклічних ди-π-метанових систем процес відбувається через синглетний збуджений стан. Причина цього криється у дисипації енергії триплета через швидку цис-транс ізомеризацію. У наведеному прикладі пряме опромінення (яке генерує синглетний бірадикал) цис- і транс-ізомеру 1,1-дифеніл-3,3-диметилгекса-1,4-диєну приводило до заміщеного циклопропану, тоді як використання бензофенону як фотосенсибілізатора для генерації триплетного бірадикала приводило тільки до цис-транс ізомеризації.

Для циклічних 1,4-диєнів спостерігається зворотна ситуація — перегрупування відбувається переважно із триплетного збудженого стану. Причина цього полягає у тому, що триплетний бірадикал не має можливості вільного обертання і вимушений перегруповуватися. Синглетні ж бірадикали циклічної будови швидше вступають до альтернативних перициклічних процесів типу [2+2] циклоприєднання. Для прикладу, бензобарелен при переході у триплетний збуджений стан перегруповується у семібульвален, а у синглетному стані вступає до [2+2] циклоприєднання із наступним ретроциклоприєднанням і утворенням бензоциклооктатетраєну.
У загальному випадку, ди-π-метанове перегрупування циклічних 1,4-диєнів дозволяє одержати анельовані циклопропани, для 1,4-циклогексадиєнів — біцикло[3.1.0]гексани:
Для аллілбензену механізм виглядає так:
Подібним чином перегруповується не тільки аллілбензен, але і схожі сполуки, що містять ди-π-метанову систему: 1,3-дифенілпропілен, 3,3,3-трифенілпропілен, 1,1-дифеніліндени тощо.

## Гетеро-ди-π-метанові перегрупування
Суть полягає у перегрупуванні гетероатомного аналога 1,4-диєну. Найширше в даній реакції можуть бути застосовані β,γ-ненасичені карбонільні сполуки. Перше повідомлення про окса-ди-π-метанове перегрупування датується 1966 роком. Так із (S)-1,2,4,4-тетрафенілбут-3-ен-1-ону був одержаний (1S)-фенацил-2,2,(3R)-трифенілциклопропан.
Механізм окса-ди-π-метанового перегрупування аналогічний вказаному раніше механізму гомоатомного ди-π-метанового перегрупування і включає в себе циклізацію із формальною [1,2]-міграцією ацильної групи. В результаті утворюється циклопропілкетон, але не оксиран. Це пояснюється різницею в стабільності проміжних бірадикалів:
Відомий варіант аза-ди-π-метанового перегрупування, де в ролі ди-π-метанової системи виступає N-заміщений 1-аза-1,4-диєн. В результаті реакції утворюється заміщений циклопропілімін, але не азиридин. Перегрупування іде через триплетий перехідний стан, відповідно для її проведення використовуютьсенсибілізатори:
 